# 교동초등학교 (인천)
교동초등학교는 대한민국 인천광역시 강화군에 있는 공립 초등학교이다.

## 학교 연혁
- 1906년 5월 5일 교동향교 내 사립 화개농업학교 설립
- 1912년 4월 1일 교동공립학교(6년제) 개교
- 2004년 2월 6일 학교증축(2개 교실 및 화장실)
- 2005년 11월 9일 제2회 강화교육청교육장배 줄넘기대회 종합우승
- 2006년 3월 1일 인천광역시교육청 방과후학교 연구시범학교 지정
- 2006년 11월 17일 개교 100주년 기념식
- 2007년 10월 22일 제25회 인천학생과학실험대회 초등부 금상, 은상 수상
- 2008년 9월 23일 제53회 강화군 초?중학생 체육대회 종합우수(4연패)
- 2009년 6월 11일 제6회 강화교육청교육장배 줄넘기대회 종합우승
- 2009년 10월 28일 강화교육청 학교평가 역점사업 우수학교 수상
- 2009년 11월 1일 제21회 강화군축구연합회장기 초등학교 축구대회 우승
- 2010년 5월 12일 학교 통학버스 신형 구입 교체
- 2010년 8월 12일 특수학급 및 보육교실 리모델링
- 2010년 10월 2일 제55회 강화군 육상대회(1위 3명, 2위 1명, 3위 4명)
- 2010년 12월 10일 학교 다목적강당 신축
- 2011년 2월 11일 학교 통학버스 차고지 설치
- 2011년 2월 28일 장애인 편의시설 및 엘리베이터 설치
- 2011년 12월 15일 교동초등학교 100년 연혁관 설치
- 2012년 1월 27일 본관1~2층 계단복도 아트갤러리 인테리어 공사
- 2012년 2월 14일 초등돌봄교실 환경 개선
- 2012년 4월 10일 교동텃밭 조성(교재원 조성)
- 2012년 9월 7일 제9회 교육장배 줄넘기대회(최우수(1),1위(1),2위(2))
- 2013년 4월 3일 엄마품 온종일 돌봄교실 리모델링 공사
- 2013년 9월 23일 ICT 활용 농산어촌 학생 학습여건 개선 선도학교 운영
- 2014년 3월 1일 교육부 디지털교과서 정책연구학교 지정(2년간)
- 2014년 8월 20일 푸른돌봄(고학년) 구축 완료
- 2014년 9월 1일 제38대 하상용 교장 취임
- 2014년 11월 6일 디지털교과서 연구학교 연구보고회(1/2년차)
- 2015년 2월 13일 제102회 졸업식(남3명, 여2명, 졸업생 총인원 6,356명)
- 2015년 3월 1일 초등 6학급(특수학급포함), 병설유치원 1학급 편성

## 참고 자료
- 교동초등학교 - 한국교육학술정보원 학교알리미